# Ameerega cainarachi
Espèce
Synonymes
- Epipedobates cainarachi Schulte, 1989
- Epipedobates ardens Jungfer, 1989

Statut de conservation UICN

 EN  : En danger
Statut CITES
Ameerega cainarachi est une espèce d'amphibiens de la famille des Dendrobatidae.

## Répartition
Cette espèce est endémique de la région de San Martín au Pérou. Elle se rencontre jusqu'à 600 m d'altitude dans le bassin du río Cainarachi.

## Étymologie
Cette espèce est nommée en référence au lieu de sa découverte, le río Cainarachi.

## Publication originale
- Schulte, 1989 : Nueva especie de rana venenosa del genero Epipedobates registrada en la Cordillera Oriental, departamento de San Martin. Boletin de Lima, vol. 11, no 63, p. 41-46 (texte intégral).